# Nescher
Nescher (נשר, نشر, DMG Našir) ist eine Stadt in Israel. Sie befindet sich südöstlich von Haifa und hatte im Jahr 2018 23.983 Einwohner. Nescher wurde 1925 gegründet.

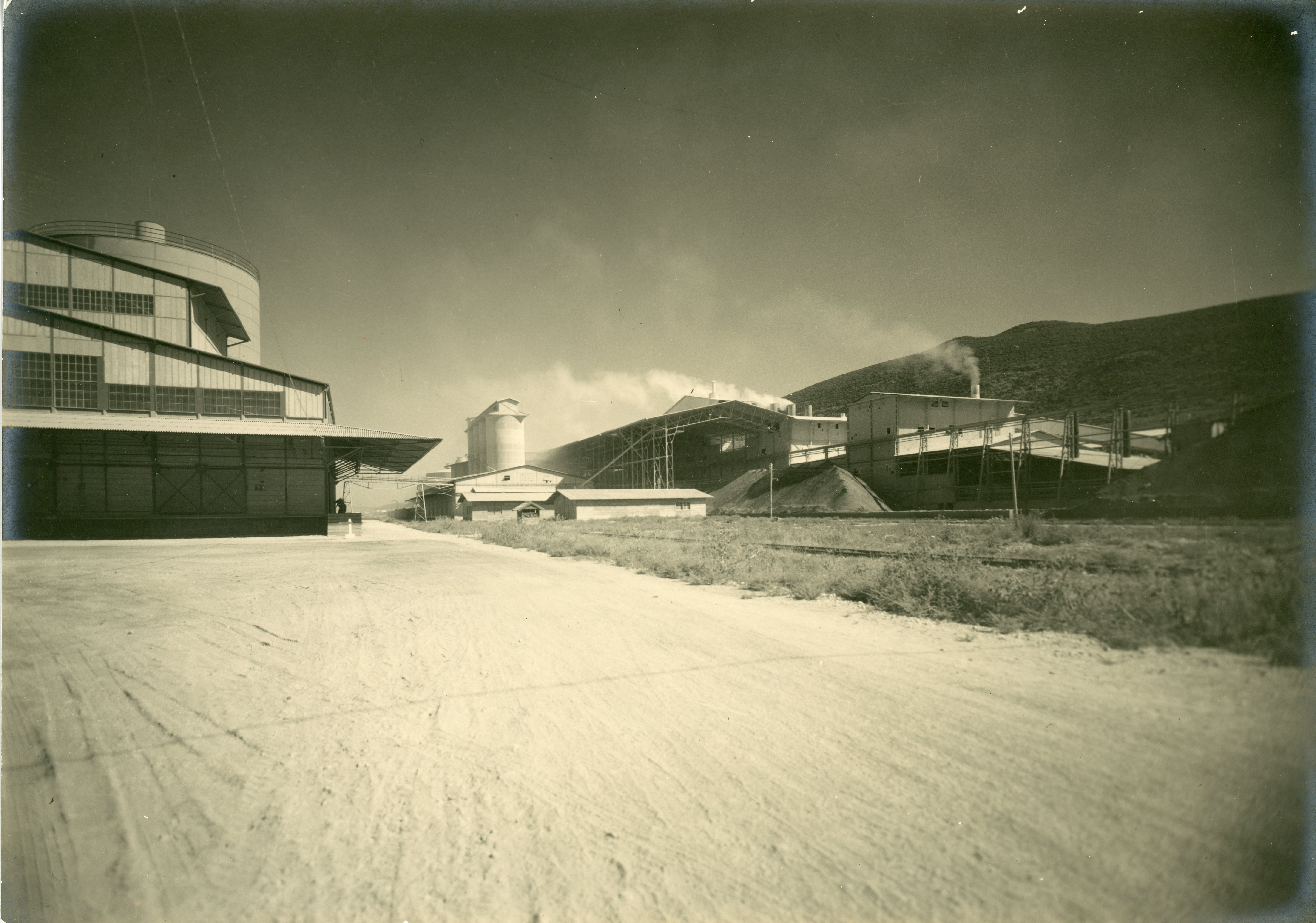
Zementwerk Nescher mit Hallen in Stahlfachwerk von Tibor Schön, 1938

## Geschichte
Der Ort entstand 1925 neben den 1923 gegründeten Zementwerken Nescher (נֶשֶׁר מִפְעָלֵי מֶלֶט יִשְׂרָאֵלִיִּים Nescher Mifʿalej Meleṭ Jisra'elijjīm) und wurde nach diesen benannt. Auf der alten Jesre'eltalbahn eröffnete 1925 auch der Bahnhof Nescher. Den Status einer Stadt erhielt Nescher 1995.
Im Bürgerkrieg arabischer gegen jüdische Palästinenser ab Dezember 1947 unterbrachen arabische Kombattanten, die vom oberhalb Neschers gelegenen Nachbarort Balad asch-Schaych und Ḥawāssa (حواسة/חוואסה) aus operierten, die Verbindung zwischen Haifa und Nescher, welch letzteres sie beschossen, weshalb sich Ortseinwohner und Belegschaft in Häusern bzw. Zementwerk verschanzten. In der Nacht zum 1. Januar 1948 ermordete die Hagana in einer Vergeltungsaktion Dutzende arabische Arbeiter und deren Familien in Balad asch-Schaych und Hawassa. Sie sprengte Wohnhäuser, eine Garage, bombardierte Wohnviertel und erschoss Zivilisten; Dutzende Araber wurden getötet.